# Doug Hurley
Douglas Gerald "Doug" Hurley, född 21 oktober 1966 i Endicott, New York, är en amerikansk astronaut uttagen i astronautgrupp 18 den 27 juli 2000. 
Han är gift med astronauten Karen L. Nyberg, de har en son tillsammans.
I augusti 2018 meddelade NASA att Hurley och Bob Behnken skulle komma att genomföra den första bemannande flygningen (kallad SpX-DM2) av en av Spacexs Dragon 2 farkoster. Uppskjutningen genomfördes den 30 maj 2020. Rymdskeppet dockade med den internationella rymdstationen den 31 maj.

## Rymdfärder
- Endeavour - STS-127
- Atlantis - STS-135 - Den sista rymdfärjeflygningen.
- SpX-DM2

## Rymdfärdsstatistik
| Färd                | Datum                   | Tid         | EVA     |
| ------------------- | ----------------------- | ----------- | ------- |
| Endeavour - STS-127 | 15 - 31 juli 2009       | 376:45:00   | 0:00:00 |
| Atlantis - STS-135  | 8 - 21 juli 2011        | 306:28:00   | 0:00:00 |
| Endeavour - SpX-DM2 | 30 maj - 2 augusti 2020 | 1 535:25:00 | 0:00:00 |
| Totalt              | Totalt                  | 2 218:38:00 | 0:00:00 |